# Graun-Denkmal

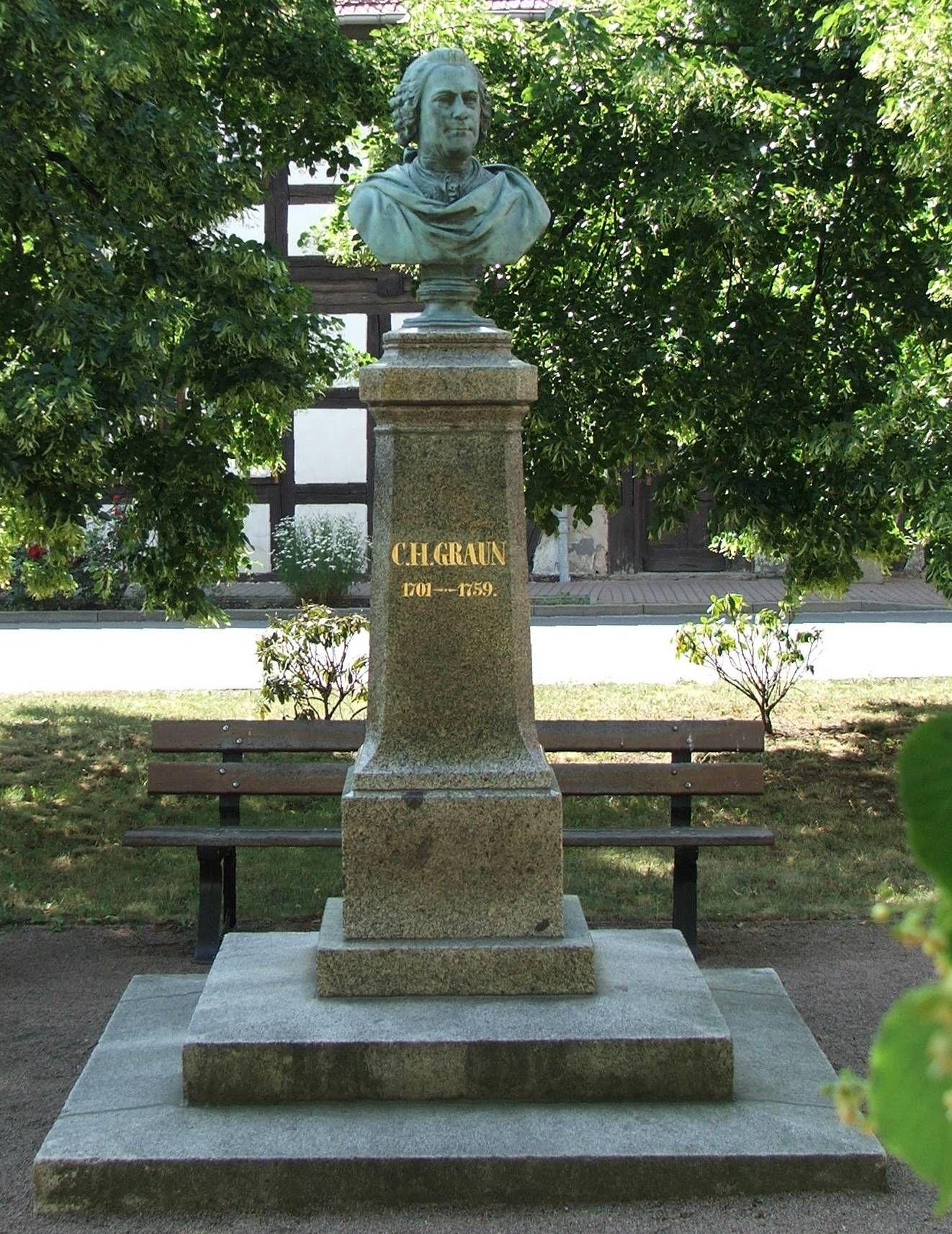
Das Carl Heinrich Graun-Denkmal in Wahrenbrück

Das Graun-Denkmal steht auf dem Graunplatz im Ortsteil Wahrenbrück in der Kleinstadt Uebigau-Wahrenbrück im südbrandenburgischen Landkreis Elbe-Elster. Es erinnert an den in Wahrenbrück geborenen Musiker Carl Heinrich Graun (1704–1759). Das 1869 geschaffene Denkmal wird in der Denkmalliste des Landes Brandenburg geführt.

## Beschreibung und Geschichte

### Carl Heinrich Graun
Dargestellt ist der in Wahrenbrück geborene Musiker Carl Heinrich Graun (1704–1759). Graun war Absolvent der Dresdner Kreuzschule. Nach seinem Studium wurde er als Hofsänger nach Braunschweig berufen. Er wurde schließlich vom preußischen Kronprinzen Friedrich verpflichtet und blieb auch nach dessen Aufstieg zum preußischen König in dessen Diensten. In der Folgezeit feierte er zahlreiche Erfolge als Sänger und Komponist, die ihn seinerzeit recht bekannt und populär machten. Carl Heinrich Graun galt „als bester dramatischer Sänger seiner Zeit“. Die Königliche Hofoper in Berlin, heute „Staatsoper Unter den Linden“ (auch: „Deutsche Staatsoper Berlin“) wurde am 7. Dezember 1742 mit Grauns Oper Cesare e Cleopatra eröffnet. Als sein bekanntestes Werk gilt allerdings das von ihm geschaffene Passionsoratorium Der Tod Jesu, das im 18. und 19. Jahrhundert zu den populärsten Passionsoratorien zählte und nach seiner Uraufführung im Jahr 1755 die meistaufgeführte evangelische Passionsmusik in Deutschland war.

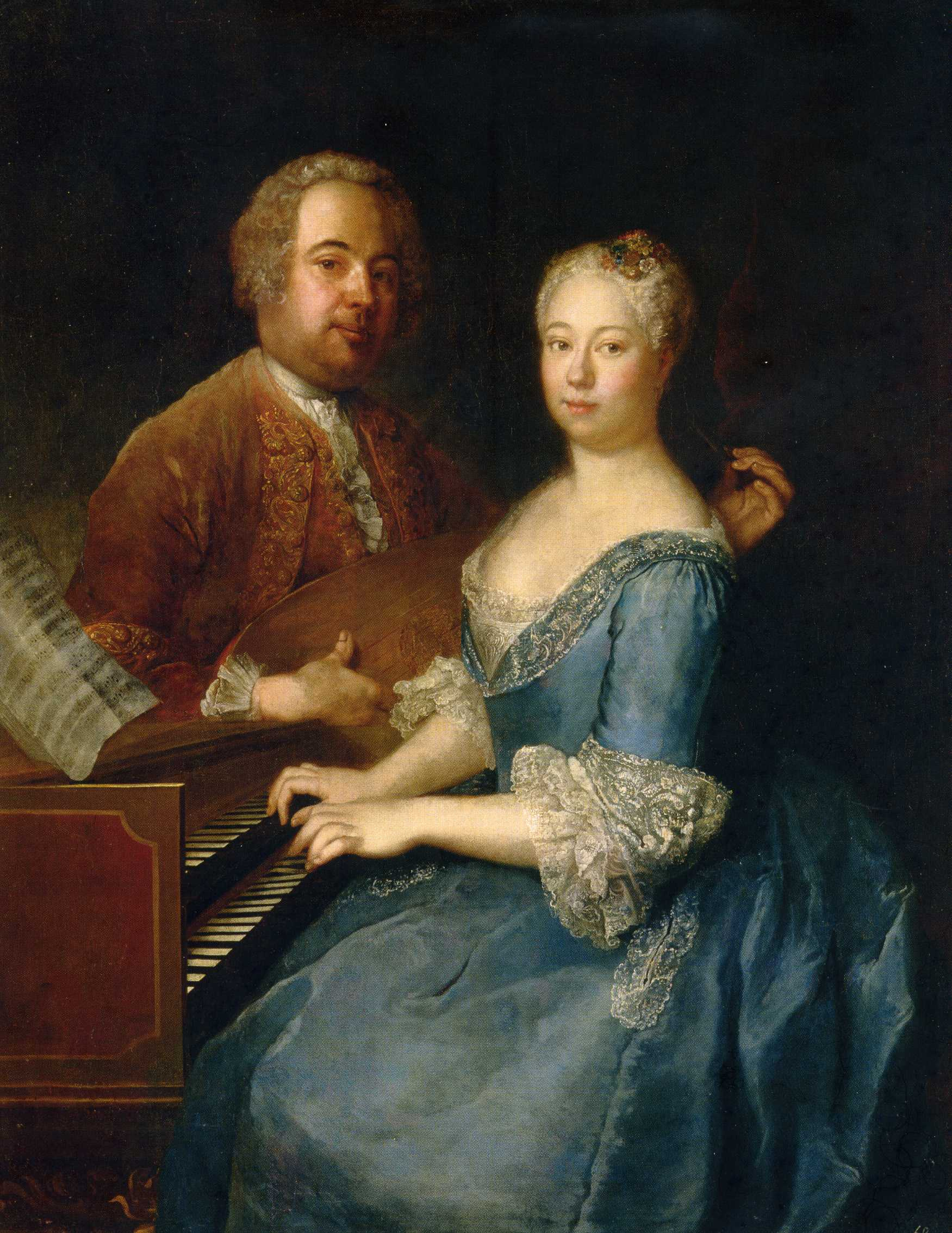
Carl Heinrich Graun mit seiner Frau Anna Luise
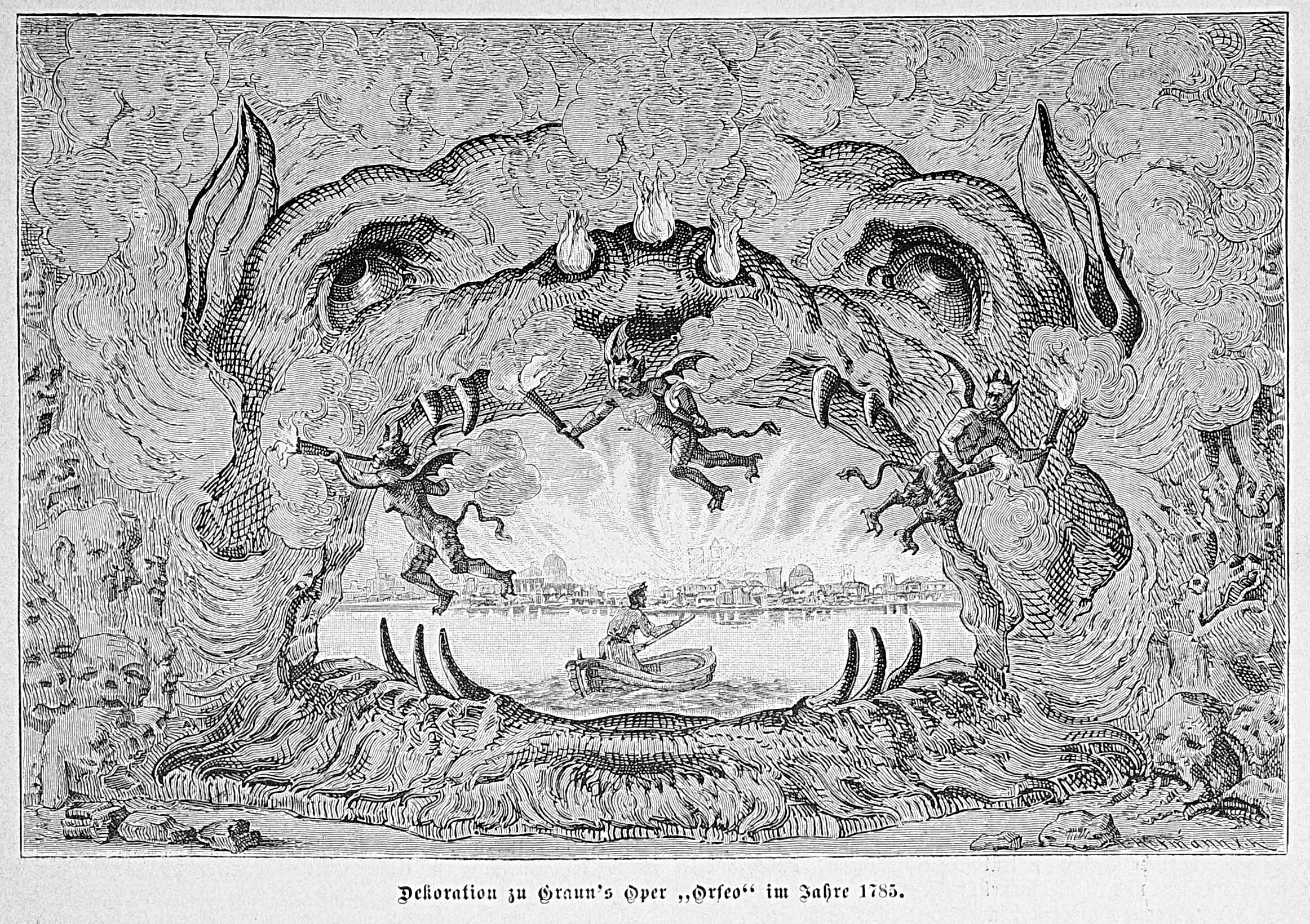
Dekoration zu Grauns Oper „Orfeo“ im Jahre 1785
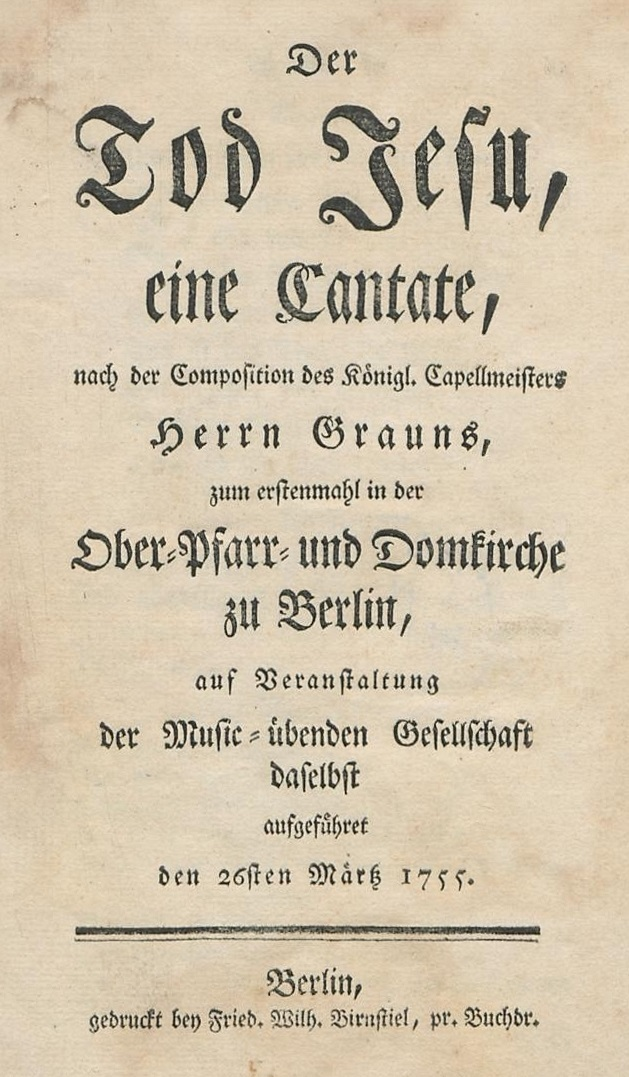
Der Tod Jesu, Titelseite zur Uraufführung 1755
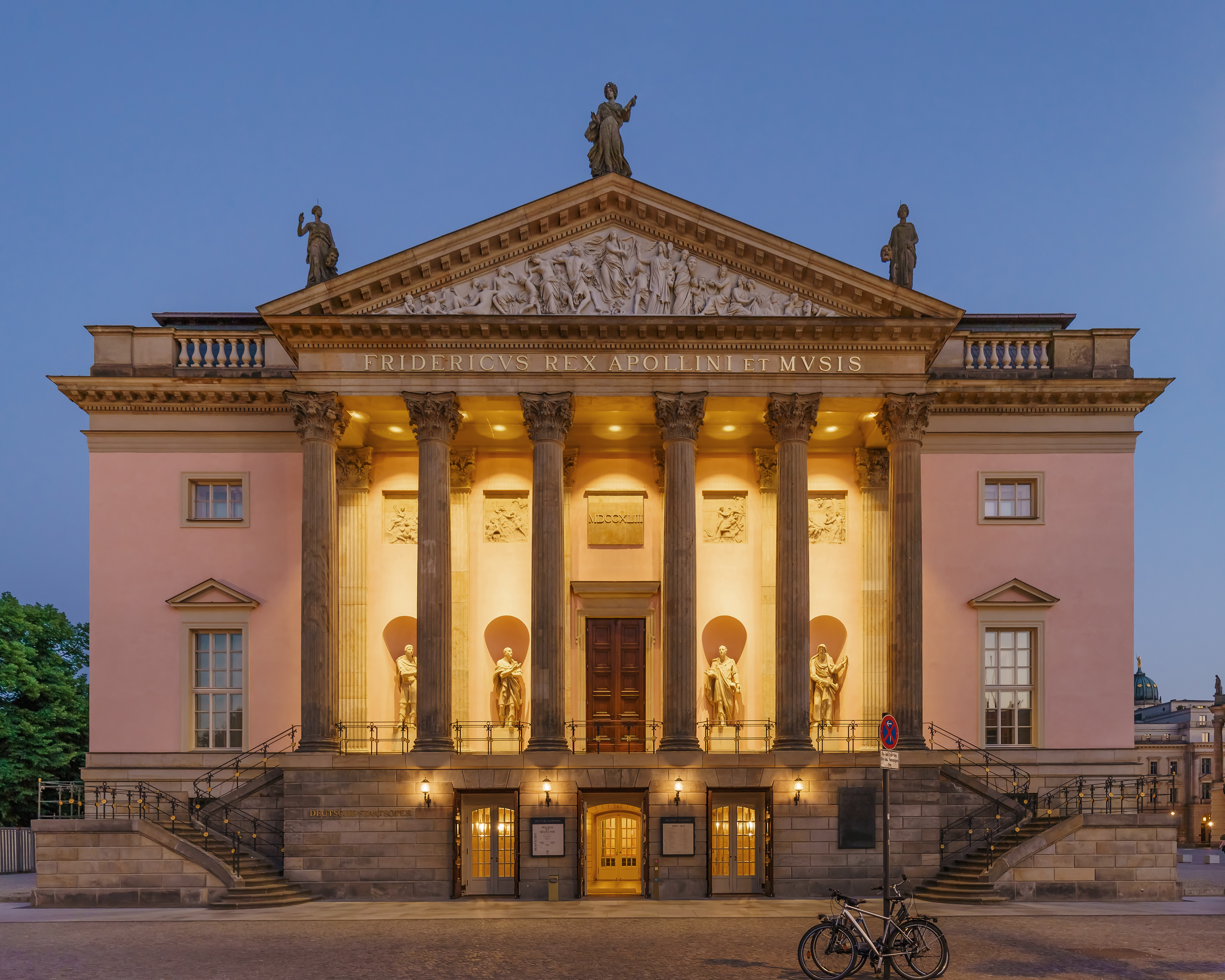
Die Staatsoper Berlin, 2018

### Die 23-jährigen Bemühungen um das Denkmal im 19. Jahrhundert

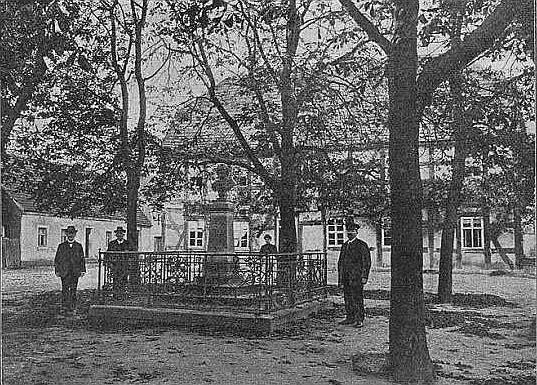
Das Carl Heinrich Graun-Denkmal in Wahrenbrück zwischen den acht Kastanienbäumen, um 1909

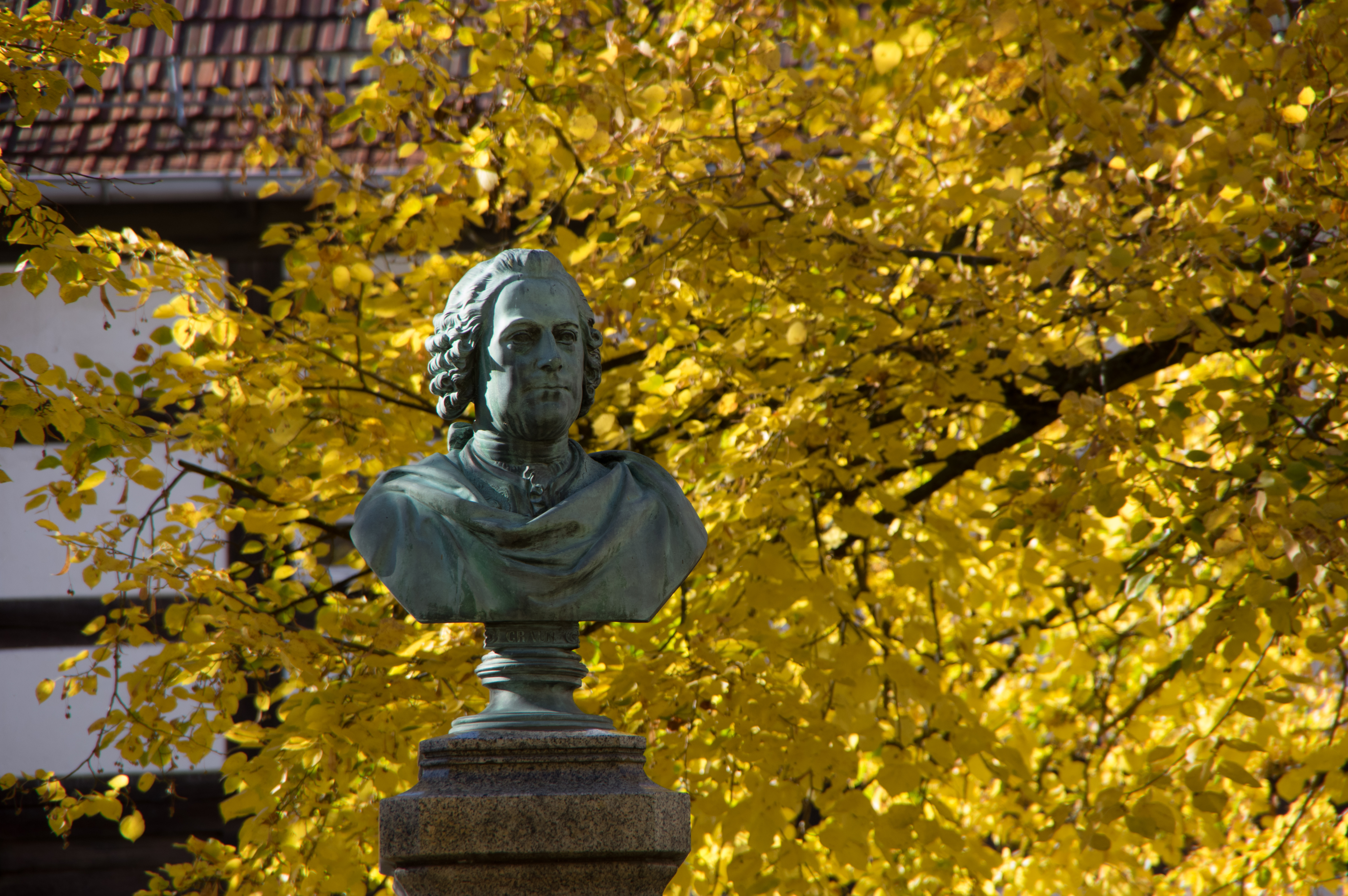
Die in Lauchhammer gegossene Bronzebüste

Das Denkmal ist eine Bronzebüste auf einem Postament aus Granit.
Der Errichtung des Denkmals zu Ehren Carl Heinrich Grauns im Jahr 1869 in Wahrenbrück hat eine über zwanzigjährige Vorgeschichte. Bereits 1846 gab es in der kleinen Stadt an der Schwarzen Elster Überlegungen zum Gedenken an ihren einst populären Sohn. Ins Auge gefasst wurden sowohl ein Denkmal als auch eine wohltätige Stiftung zur Förderung begabter Musikstudenten. Noch im selben Jahr begannen Planungen und die Sammlung entsprechender finanzieller Mittel. Die Wahrenbrücker Diakon Fürnrohr und der städtische Bürgermeister Catholy reichten deshalb ein Bittgesuch an den preußischen König ein, um so an eine finanzielle Förderung in Form eines entsprechenden Gnadengeschenks zu gelangen. In der Stadtpfarrkirche wurde Carl Loewes (1796–1869) Oratorium Die sieben Schläfer aufgeführt, um dadurch Spenden zu sammeln. Eingenommen wurden durch die Aktion 37 Taler, 11 Silbergroschen und 4 Pfennig.
Zwölf Jahre nach den ersten Überlegungen, im Jahr 1858, wurden acht Kastanienbäume gepflanzt, um den Platz zu markieren, in dessen Mitte das Denkmal einmal stehen sollte. Im folgenden Jahr wurde beschlossen, von einer Stiftung abzusehen und sich auf die Aufstellung des Denkmals zu konzentrieren. Daraufhin unternahmen der damalige Bürgermeister Engelhard und der Stadtverordnete Burkhard Reisen nach Berlin und nach Merseburg, um weitere finanzielle Mittel zu akquirieren. Durch ihre Bemühungen wurden 119 Taler eingenommen. Außerdem erarbeitete ein Professor Preiß kostenlos die Lebensgeschichte Grauns. Ebenso kostenlos war die Zeichnung des geplanten Denkmals durch den Berliner Hofbaurat Strack.
Ein aus jeweils zwölf Wahrenbrücker und Liebenwerdaer Bürgern bestehendes Komitee kümmerte sich ab 1860 um die Beschaffung weiterer finanzieller Mittel für das Denkmal. Verantwortlich für die Ausführung der Geschäfte waren der Wahrenbrücker Kantor Wießner und der Liebenwerdaer Rektor Jülich. In den nächsten Jahren ließen sich durch verschiedene Veranstaltungen und Sammelaktionen bei örtlichen Vereinen weitere 1.404 Mark und 50 Pfennig beschaffen.
Am 19. September 1867 wurde der Grundstein gelegt und zwei Jahre später – 23 Jahre nach den ersten Bemühungen – war es am 20. Juni 1869 endlich geschafft. Das Denkmal zu Ehren Carl Heinrich Grauns wurde an seinem heutigen Platz gegenüber dem ehemaligen Standort seines Geburtshauses im Stadtzentrum von Wahrenbrück aufgestellt. Die Kosten beliefen sich letztlich auf 1.681 Mark. Die bronzene Büste hatte die Kunst- und Glockengießerei Lauchhammer gegossen; der für den Sockel benötigte Granit war in Dresden und der Grundstein in Strehla beschafft worden.

## Die Gebrüder Graun und weiteres Gedenken

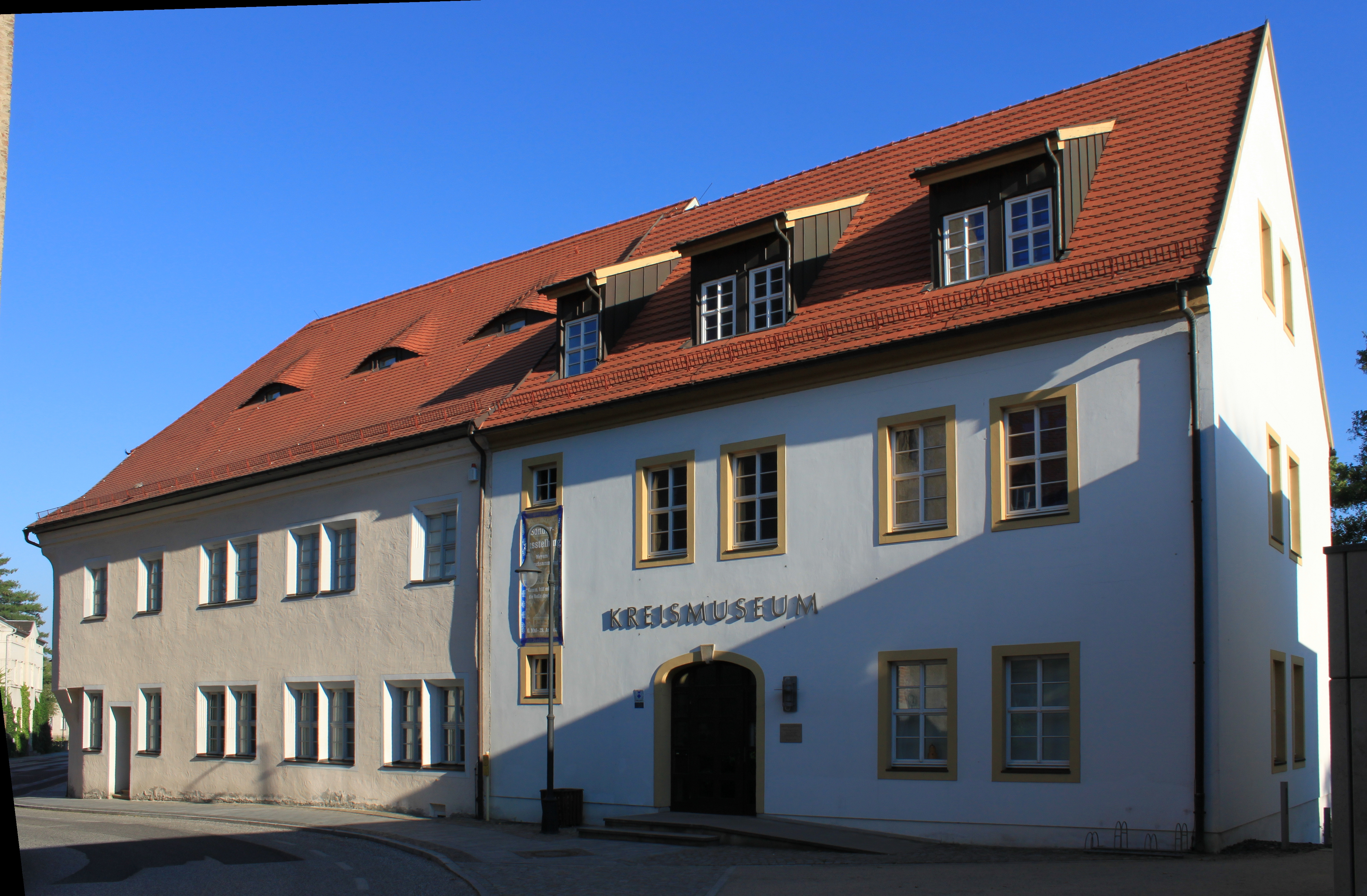
Kreismuseum Bad Liebenwerda

Die Stadt Wahrenbrück ist stark mit dem Leben und Schaffen der hier geborenen Gebrüder Graun verbunden. Die Wahrenbrücker Stadtpfarrkirche gilt als ihre Taufkirche. Die Gebrüder sind neben Carl Heinrich Graun die Komponisten August Friedrich Graun (1698/99–1765) und Johann Gottlieb Graun (1703–1771). Der älteste der Brüder wirkte viele Jahre in Merseburg als Domkantor und war relativ unbekannt. Die beiden jüngeren Brüder waren dagegen zu ihrer Zeit recht erfolgreich. Sie gehören zu den Hauptvertretern der Ersten Berliner Liederschule.
Neben dem Carl-Heinrich-Graun-Denkmal in Wahrenbrück erinnert der 2010 gegründete Verein Graun-Gesellschaft Wahrenbrück an die Gebrüder. Der Wahrenbrücker Ratskeller wird derzeit als künftiges Graunzentrum saniert. Im wenige Kilometer entfernten Bad Liebenwerda ist im örtlichen Kreismuseum eine Dauerausstellung über Leben und Werk der Gebrüder Graun zu finden. Im Berliner Stadtzentrum erinnert im Ortsteil Gesundbrunnen die Graunstraße an Carl Heinrich Graun.